# 5783 (ano hebraico)
5783 (hebraico: ה'תשפ"ג, forma abreviada: תשפ"ג) é o atual ano hebraico correspondente ao período após o pôr do sol de 25 de setembro de 2022 até ao pôr do sol de 15 de setembro de 2023 do calendário gregoriano.
| Mês judaico | Calendário gregoriano                                                                   |
| ----------- | --------------------------------------------------------------------------------------- |
| Tishrei     | após o pôr do sol de 25 de setembro de 2022 até ao pôr do sol de 25 de outubro de 2022  |
| Cheshvan    | após o pôr do sol de 25 de outubro de 2022 até ao pôr do sol de 24 de novembro de 2022  |
| Kislev      | após o pôr do sol de 24 de novembro de 2022 até ao pôr do sol de 24 de dezembro de 2022 |
| Tevet       | após o pôr do sol de 24 de dezembro de 2022 até ao pôr do sol de 22 de janeiro de 2023  |
| Shevat      | após o pôr do sol de 22 de janeiro de 2023 até ao pôr do sol de 21 de fevereiro de 2023 |
| Adar        | após o pôr do sol de 21 de fevereiro de 2023 até ao pôr do sol de 22 de março de 2023   |
| Nissan      | após o pôr do sol de 22 de março de 2023 até ao pôr do sol de 21 de abril de 2023       |
| Iyyar       | após o pôr do sol de 21 de abril de 2023 até ao pôr do sol de 20 de maio de 2023        |
| Sivan       | após o pôr do sol de 20 de maio de 2023 até ao pôr do sol de 19 de junho de 2023        |
| Tammuz      | após o pôr do sol de 19 de junho de 2023 até ao pôr do sol de 18 de julho de 2023       |
| Av          | após o pôr do sol de 18 de julho de 2023 até ao pôr do sol de 17 de agosto de 2023      |
| Elul        | após o pôr do sol de 17 de agosto de 2023 até ao pôr do sol de 15 de setembro de 2023   |

## Dados sobre 5783
- Ano comum completo: 355 dias (Shelemah)
- Cheshvan e Kislev com 30 dias
- Ciclo solar: 15º ano do 207º ciclo
- Ciclo lunar: 7º ano do 305º ciclo
- Ciclo Shmita: 1º ano
- Ma'aser Sheni (dízimo para Jerusalém)

## Fatos históricos
- 1953º ano da destruição do Segundo Templo
- 75º ano do estabelecimento do Estado de Israel
- 56º ano da libertação de Jerusalém